# Ommata sallaei
Ommata sallaei là một loài bọ cánh cứng trong họ Cerambycidae.